# ICAO空港コードの一覧/S
ICAOコードによる空港の一覧：A - B - C - D - E - F - G - H - I - J - K（KA - KG - KN） - L - M - N - O - P - Q - R - S - T - U - V - W - X - Y - Z
この一覧では次のような形式で列挙する。
- ICAOコード（IATAコード）– 空港名 – 空港の所在地

## SA - アルゼンチン
カテゴリと一覧も参照
- SAAC (COC) – コモドーロ・ピエレステギ空港（英語版） – コンコルディア, エントレ・リオス州
- SAAG (GHU) – グアレグアイチュ空港（英語版） – グアレグアイチュ（英語版）, エントレ・リオス州
- SAAJ (JNI) – フニン空港（英語版） – フニン（英語版）, ブエノスアイレス州
- SAAK (MGI) – マルティン・ガルシア島空港（英語版） – マルティン・ガルシア島, ブエノスアイレス州
- SAAP (PRA) – ヘネラル・フスト・ホセ・デ・ウルキサ空港（英語版） – パラナ, エントレ・リオス州
- SAAR (ROS) – ロサリオ＝イスラス・マルビナス国際空港（英語版） – ロサリオ, サンタフェ州
- SAAV (SFN) – サウセ・ビエホ空港（英語版） – サンタフェ, サンタフェ州
- SABA (BUE) – National Weather Service - Central Observatory – ブエノスアイレス
- SABE (AEP) – ホルヘ・ニューベリー空港 – ブエノスアイレス
- SACA – カピタン・オマル・ダリオ・ヘラルディ空港（英語版） – コルドバ
- SACC (LCM) – ラ・クンブレ空港（英語版） – ラ・クンブレ（英語版）, コルドバ州
- SACO (COR) – インヘニエロ・アンブロシオ・タラベジャ国際空港 – コルドバ, コルドバ州
- SACP – チェペス空港（英語版） – チェペス（英語版）, ラ・リオハ州
- SACT – ゴバルナドール・ゴルディージョ空港（英語版） – チャミカル（英語版）, ラ・リオハ州
- SADD – Don Torcuato Aerodrome – Don Torcuato（英語版）, ブエノスアイレス州 2001年閉鎖
- SADF (FDO) – サン・フェルナンド空港（英語版） – サン・フェルナンド（英語版）, ブエノスアイレス州
- SADL (LPG) – ラプラタ空港（英語版） – ラプラタ, ブエノスアイレス州
- SADM – モロン空港（英語版） – モロン, ブエノスアイレス州
- SADO – カンポ・デ・マヨ空港（英語版）  – サンミゲルダウンタウン北西側, ブエノスアイレス州
- SADP (EPA) – エル・パロマル（英語版） – エル・パロマル（英語版）, ブエノスアイレス州
- SAEM (MJR) – Miramar Airport（英語版） – Miramar, Buenos Aires Province（英語版）, ブエノスアイレス州
- SAEZ (EZE) – エセイサ国際空港 (Ezeiza International Airport) – エセイサ（英語版）, ブエノスアイレス州
- SAHE (CVH) – カビアウエ空港（英語版） – カビアウエ（英語版）, ネウケン州
- SAHS (RDS) – Rincón de los Sauces Airport（英語版） – Rincón de los Sauces（英語版）, ネウケン州
- SAHZ (APZ) – サパラ空港（英語版） – サパラ（英語版）, ネウケン州
- SAME (MDZ) – フランシスコ・ガブリエリ国際空港 – メンドーサ, メンドーサ州
- SAMM (LGS) – コモドーロ D. リカルド・サロモン空港（英語版） – マラルグエ（英語版）, メンドーサ州
- SAMR (AFA) – サン・ラファエル空港（英語版） – サン・ラファエル（英語版）, メンドーサ州
- SANC (CTC) – コロネル・フェリペ・バレーラ国際空港（英語版） – サン・フェルナンド・デル・バジェ・デ・カタマルカ, カタマルカ州
- SANE (SDE) – ビセコモドーロ・アンヘル・デ・ラ・パス・アラゴネス空港（英語版） – サンティアゴ・デル・エステロ, サンティアゴ・デル・エステロ州
- SANH (RHD) – ラス・テルマス空港（英語版） – テルマス・デ・リオ・オンド, サンティアゴ・デル・エステロ州
- SANL (IRJ) – カピタン・ビセンテ・アルマンドス・アルモナシド空港（英語版） – ラ・リオハ, ラ・リオハ州
- SANO – チレシト空港（英語版） – チレシト（英語版）, ラ・リオハ州
- SANT (TUC) – テニエンテ・ヘネラル・ベンハミン・マティエンソ国際空港（英語版） – サン・ミゲル・デ・トゥクマン, トゥクマン州
- SANU (UAQ) – ドミンゴ・ファウスティーノ・サルミエント空港（英語版） – サンフアン, サンフアン州
- SANW (CRR) – セレス空港（英語版） – セレス（英語版）, サンタフェ州
- SAOC (RCU) – ラス・イゲラス空港（英語版） – リオ・クアルト, コルドバ州
- SAOD (VDR) – ビジャ・ドロレス空港（英語版） – ビジャ・ドロレス（英語版）, コルドバ州
- SAOL – ラボウライェ空港（英語版） – ラボウライェ（英語版）, コルドバ州
- SAOR (VME) – ビジャ・レイノルドス空港（英語版） – ビジャ・レイノルドス（英語版）, サンルイス州
- SAOU (LUQ) – サン・ルイス空港（英語版） – サン・ルイス, サンルイス州
- SARC (CNQ) – ドクトル・フェルナンド・ピラヒーネ・ニベイロ国際空港（英語版） – コリエンテス, コリエンテス州
- SARE (RES) – レシステンシア国際空港（英語版） – レシステンシア, チャコ州
- SARF (FMA) – フォルモーサ国際空港（英語版） – フォルモーサ, フォルモサ州
- SARI (IGR) – イグアスの滝国際空港 – プエルト・イグアス, ミシオネス州
- SARL (AOL) – パソ・デ・ロス・リブレス空港（英語版） – パソ・デ・ロス・リブレス（英語版）, コリエンテス州
- SARM (MCS) – モンテ・カセロス空港（英語版） – モンテ・カセロス（英語版）, コリエンテス州
- SARP (PSS) – リベルタドール・ヘネラル・ホセ・デ・サン・マルティン空港（英語版） – ポサーダス, ミシオネス州
- SASA (SLA) – マルティン・ミゲル・デ・グエメス国際空港 – サルタ, サルタ州
- SASJ (JUJ) – ゴベルナドル・オラシオ・グスマン国際空港（英語版） – サン・サルバドール・デ・フフイ, フフイ州
- SASO (ORA) – オラン空港（英語版） – オラン（英語版）, サルタ州
- SAST (TTG) – タルタガル空港（英語版） – タルタガル（英語版）, サルタ州
- SATC (CLX) – クロリンダ空港（英語版） – クロリンダ（英語版）, フォルモサ州
- SATG (OYA) – ゴヤ空港（英語版） – ゴヤ（英語版）, コリエンテス州
- SATK (LLS) – アルフェレス・アルマンド・ロドリゲス空港（英語版） – ラス・ロミタス（英語版）, フォルモサ州
- SATM (MDX) – メルセデス空港（英語版） – メルセデス（英語版）, コリエンテス州
- SATR (RCQ) – レコンキスタ空港（英語版） – レコンキスタ（英語版）, サンタフェ州
- SATU (UZU) – クルス・クアティア空港（英語版） – クルス・クアティア（英語版）, コリエンテス州
- SAVB (EHL) – エル・ボルソン空港（英語版） – エル・ボルソン（英語版）, リオネグロ州
- SAVC (CRD) – ヘネラル・エンリケ・モスコニ国際空港（英語版） – コモドーロ・リバダビア, チュブ州
- SAVD (EMX) – エル・マイテン空港（英語版） – エル・マイテン（英語版）, チュブ州
- SAVE (EQS) – エスケル空港（英語版） – エスケル, チュブ州
- SAVH (LHS) – ラス・エラス空港（英語版） – ラス・エラス（英語版）, サンタクルス州
- SAVJ (IGB) – インヘニェロ・ハコバクシ空港（英語版） – インヘニェロ・ハコバクシ（英語版）, リオネグロ州
- SAVN (OES) – サン・アントニオ・オエステ空港（英語版）  – サン・アントニオ・オエステ（英語版）, リオネグロ州
- SAVR (ARR) – アルト・リオ・センゲル空港（英語版） – アルト・リオ・センゲル（英語版）, チュブ州
- SAVS (SGV) – シエラ・グランデ空港（英語版） – シエラ・グランデ, リオネグロ州
- SAVT (REL) – アルミランテ・マルコ・アンドレス・サル空港（英語版） – トレレウ, チュブ州
- SAVV (VDM) – ゴベルナドール・エドガルド・カステージョ空港（英語版） – ビエドマ, リオネグロ州
- SAVY (PMY) – エル・テウェルチェ空港（英語版） – プエルト・マドリン（英語版）, チュブ州
- SAWA (ING) – Lago Argentino Airport（英語版） – アルヘンティーノ湖, サンタクルス州 (2006年に閉鎖)
- SAWC (FTE) – コマンダンテ・アルマンド・トーラ国際空港（英語版） – エル・カラファテ, サンタクルス県
- SAWD (PUD) – プエルト・デセアド空港（英語版） – プエルト・デセアド（英語版）, サンタクルス州
- SAWE (RGA) – エルメス・キハーダ国際空港（英語版） – リオ・グランデ, ティエラ・デル・フエゴ州
- SAWG (RGL) – リオ・ガジェゴス国際空港（英語版） – リオ・ガジェゴス, サンタクルス州
- SAWH (USH) – ウシュアイア国際空港 – ウシュアイア, ティエラ・デル・フエゴ州
- SAWJ (ULA) – カピタン・ホセ・ダニエル・バスケス空港（英語版） – プエルト・サン・フリアン（英語版）, サンタクルス州
- SAWM (ROY) – リオ・マヨ空港（英語版） – リオ・マヨ（スペイン語版）, チュブ州
- SAWO - Ushuaia Naval Air Station (Base Aeronaval Ushuaia) - ウシュアイア, ティエラ・デル・フエゴ州
- SAWP (PMQ) – ペリート・モレノ空港（英語版） – ペリート・モレノ（英語版）, サンタクルス州
- SAWR (GGS) – ゴベルナドル・グレゴレス空港（英語版） – ゴベルナドル・グレゴレス（英語版）, サンタクルス州
- SAWS (JSM) – José de San Martín Airport (Chubut)（英語版） – José de San Martín, Chubut（英語版）, チュブ州
- SAWT (RYO) – リオ・トゥルビオ空港（英語版） – リオ・トゥルビオ（英語版）, サンタクルス州
- SAWU (RZA) – サンタ・クルス空港（英語版） – プエルト・サンタ・クルス（英語版）, サンタクルス州
- SAZA – アスル空港（英語版） – アスル（英語版）, ブエノスアイレス州
- SAZB (BHI) – コマンダンテ・エスポラ空港（英語版） – バイアブランカ, ブエノスアイレス州
- SAZF (OVR) – オラバリア空港（英語版） – オラバリア（英語版）, ブエノスアイレス州
- SAZG (GPO) – ヘネラル・ピコ空港（英語版） – ヘネラル・ピコ（英語版）, ラ・パンパ州
- SAZH (OYO) – トレス・アロヨス空港（英語版） – トレス・アロヨス（英語版）, ブエノスアイレス州
- SAZI – ボリバル空港（英語版） – ボリバル（英語版）, ブエノスアイレス州
- SAZL (SST) – サンタ・テレシータ空港（英語版） – サンタ・テレシータ（英語版）, ブエノスアイレス州
- SAZM (MDQ) – アスター・ピアソラ国際空港（英語版） – マル・デル・プラタ, ブエノスアイレス州
- SAZN (NQN) – プレシデンテ・ペロン国際空港（英語版） – ネウケン, ネウケン州
- SAZO (NEC) – ネコチェア空港（英語版） – ネコチェア（英語版）, ブエノスアイレス州
- SAZP (PEH) – コモドロ P. サンニ空港（英語版） – ペワホ（英語版）, ブエノスアイレス州
- SAZR (RSA) – サンタローサ空港（英語版） – サンタローサ, ラ・パンパ州
- SAZS (BRC) – サン・カルロス・デ・バリローチェ空港 – サン・カルロス・デ・バリローチェ, リオネグロ州
- SAZT (TDL) – タンディル空港（英語版） – タンディル, ブエノスアイレス州
- SAZV (VLG) – ビジャ・ヘセル空港（英語版） – ビジャ・ヘセル（英語版）, ブエノスアイレス州
- SAZW (CUT) – クトラル・コ空港（英語版） – クトラル・コ（英語版）, ネウケン州
- SAZY (CPC) – アヴィアドール・カルロス・カンポス空港（英語版） – サン・マルティン・デ・ロス・アンデス（英語版）, ネウケン州

## SB SD SI SJ SN SS SW - ブラジル
カテゴリと一覧も参照

### SB
- SBAA (CDJ) – Conceicao do Araguaia Airport（英語版） – Conceição do Araguaia（英語版）, パラー州
- SBAN (APS) – Anápolis Air Base – アナポリス, ゴイアス州
- SBAQ (AQA) – アララクアラ空港（英語版） – アララクアラ, サンパウロ州
- SBAR (AJU) – サンタマリア空港 – アラカジュ, セルジペ州
- SBAS (AIF) – Assis Airport（英語版） – Assis（英語版）, サンパウロ州
- SBAT (AFL) – Alta Floresta Airport（英語版） – Alta Floresta（英語版）, マットグロッソ州
- SBAU (ARU) – Araçatuba Airport（英語版） – Araçatuba（英語版）, サンパウロ州
- SBBE (BEL) – Val de Cães International Airport（英語版） – ベレン, パラー州
- SBBG (BGX) – Comandante Gustavo Kraemer Airport（英語版） – Bagé（英語版）, リオグランデ・ド・スル州
- SBBH (PLU) – Pampulha Domestic Airport（英語版） – ベロオリゾンテ, ミナスジェライス州
- SBBI (BFH) – Bacacheri Airport（英語版） – クリチバ, パラナ州
- SBBP (BJP) – Bragança Paulista Airport（英語版） – Bragança Paulista（英語版）, サンパウロ州
- SBBQ (QAK) – バルバセーナ空港 – バルバセーナ, ミナスジェライス州
- SBBR (BSB) – プレジデント・ジュセリノ・クビシェッキ国際空港 – ブラジリア, ブラジリア連邦直轄区
- SBBT (BAT) – Chafei Amsei Airport（英語版） – Barretos（英語版）, サンパウロ州
- SBBU (BAU) – バウル空港（英語版） – バウル, サンパウロ州
- SBBV (BVB) – ボア・ヴィスタ国際空港（英語版） – ボア・ヴィスタ
- SBBW (BPG) – Barra do Garças Airport（英語版） – Barra do Garças（英語版）, マットグロッソ州
- SBBZ (BZC) – Umberto Modiano Airport（英語版） – Armação de Búzios（英語版）, リオデジャネイロ州
- SBCA (CAC) – Cascavel Airport（英語版） – Cascavel（英語版）, パラナ州
- SBCB (CFB) – Cabo Frio International Airport（英語版） – Cabo Frio（英語版）, リオデジャネイロ
- SBCC (ITB) – Cachimbo Airport（英語版） – Itaituba（英語版）, パラー州
- SBCD (CFC) – Caçador Airport（英語版） – Caçador（英語版）
- SBCF (CNF) – タンクレド・ネヴェス国際空港 – ベロオリゾンテ, ミナスジェライス州
- SBCG (CGR) – カンポ・グランデ国際空港 – カンポ・グランデ, マットグロッソ・ド・スル州
- SBCH (XAP) – Chapecó Airport（英語版） – Chapecó（英語版）, サンタカタリーナ州
- SBCI (CLN) – Carolina Airport（英語版） – Carolina, Maranhão（英語版）
- SBCJ (CKS) – Carajás Airport（英語版） – Carajás, Pará
- SBCM (CCM) – Forquinhinha Airport – Criciúma（英語版）, サンタカタリーナ州
- SBCO (QNS) – Canoas Air Force Base（英語版） – ポルト・アレグレ, リオグランデ・ド・スル州
- SBCP (CAW) – Bartolomeu Lisandro Airport（英語版） – Campos dos Goytacazes（英語版）, リオデジャネイロ州
- SBCR (CMG) – コルンバ国際空港（英語版） – コルンバ, マットグロッソ・ド・スル州
- SBCT (CWB) – アフォンソ・ペーナ国際空港 – クリチバ, パラナ州
- SBCV (CRQ) – Caravelas Airport – Caravelas（英語版）, バイーア州
- SBCX (CXJ) – Campo dos Bugres Airport（英語版） – カシアス・ド・スル, リオグランデ・ド・スル州
- SBCY (CGB) – Marechal Rondon Airport（英語版） – クイアバ, マットグロッソ州
- SBCZ (CZS) – Cruzeiro do Sul International Airport（英語版） – Cruzeiro do Sul, Acre（英語版）, アクレ州
- SBDB (BYO) – ボニート空港 – ボニート, マットグロッソ・ド・スル州
- SBDN (PPB) – Presidente Prudente Airport（英語版） – Presidente Prudente（英語版）, サンパウロ州
- SBEG (MAO) – Eduardo Gomes International Airport（英語版） – マナウス, アマゾナス州
- SBEK (JCR) – Jacare-Acanga Airport – Jacareacanga（英語版）, パラー州
- SBFI (IGU) – フォス・ド・イグアス国際空港 – フォス・ド・イグアス, パラナ州
- SBFL (FLN) – エルシリオ・ルス国際空港 – フロリアノーポリス, サンタカタリーナ州
- SBFN (FEN) – フェルナンド・デ・ノローニャ空港（英語版） – フェルナンド・デ・ノローニャ, ペルナンブーコ州
- SBFZ (FOR) – Pinto Martins International Airport（英語版） – フォルタレザ, セアラー州
- SBGL (GIG) – アントニオ・カルロス・ジョビン国際空港 – リオデジャネイロ, リオデジャネイロ州
- SBGM (GJM) – Guajará-Mirim Airport – Guajará-Mirim（英語版）, ロンドニア州
- SBGO (GYN) – Santa Genoveva Airport（英語版） – ゴイアニア, ゴイアス州
- SBGP – Embraer Unidade Gavião Peixoto Airport（英語版） – Gavião Peixoto（英語版）, サンパウロ州
- SBGR (GRU) – グアルーリョス国際空港 – サンパウロ, サンパウロ州
- SBGS (PGZ) – Ponta Grossa Airport（英語版） – Ponta Grossa（英語版）, パラナ州
- SBGW (GUJ) – Guaratinguetá Airport – Guaratinguetá（英語版）, サンパウロ州
- SBHT (ATM) – Altamira Airport（英語版） – Altamira, Pará（英語版）
- SBIC (ITA) – Itacoatiara Airport – Itacoatiara, Amazonas（英語版）, アマゾナス州
- SBIH (ITB) – Itaituba Airport（英語版） – Itaituba（英語版）, パラー州
- SBIL (IOS) – Ilhéus Jorge Amado Airport（英語版） – イリェウス, バイーア州
- SBIP (IPN) – Usiminas Airport（英語版） – イパチンガ, ミナスジェライス州
- SBIT (ITR) – イツンビアラ空港（英語版） – イツンビアラ, ゴイアス州
- SBIZ (IMP) – Prefeito Renato Moreira Airport（英語版） – Imperatriz（英語版）, マラニョン州
- SBJD (QDV) – Jundiaí Airport（英語版） – ジュンジアイ, サンパウロ州
- SBJF (JDF) – ジュイス・デ・フォーラ空港（英語版） – ジュイス・デ・フォーラ, ミナスジェライス州
- SBJP (JPA) – Presidente Castro Pinto International Airport（英語版） – ジョアンペソア, パライバ州
- SBJR – Jacarepaguá Airport（英語版） – リオデジャネイロ, リオデジャネイロ州
- SBJV (JOI) – Joinville-Lauro Carneiro de Loyola Airport（英語版） – ジョインヴィレ, サンタカタリーナ州
- SBJU (JDO) – Juazeiro do Norte Airport（英語版） – Juazeiro do Norte（英語版）, セアラー州
- SBKG (CPV) – カンピナグランデ空港（英語版） – カンピナグランデ, パライバ州
- SBKP (VCP) – ヴィラコッポス国際空港 – カンピーナス, サンパウロ州
- SBLB (LBR) – Lábrea Airport（英語版） – Lábrea（英語版）, アマゾナス州
- SBLJ (LAJ) – Lages Airport（英語版） – Lages（英語版）, サンタカタリーナ州
- SBLN (LIP) – Lins Airport – リンス, サンパウロ州
- SBLO (LDB) – ロンドリーナ空港（英語版） – ロンドリーナ, パラナ州
- SBLP (LAZ) – Bom Jesus da Lapa Airport（英語版） – Bom Jesus da Lapa（英語版）, バイーア州
- SBMA (MAB) – Marabá Airport（英語版） – Marabá（英語版）, パラー州
- SBMC (MQH) – Minaçu Airport（英語版） – Minaçu（英語版）, ゴイアス州
- SBMD (MEU) – Monte Dourado Airport（英語版） – Monte Dourado, パラー州
- SBME (MEA) – Macaé Airport（英語版） – Macaé（英語版）, リオデジャネイロ州
- SBMG (MGF) – Maringá - Sílvio Name Júnior Regional Airport（英語版） – マリンガ, パラナ州
- SBMK (MOC) – Montes Claros Airport（英語版） – Montes Claros（英語版）, ミナスジェライス州
- SBML (MII) – Marília Airport（英語版） – マリーリア, サンパウロ州
- SBMN (PLL) – Ponta Pelada Airport（英語版） – マナウス, アマゾナス州
- SBMO (MCZ) – Zumbi dos Palmares Airport（英語版） – マセイオ, アラゴアス州
- SBMQ (MCP) – マカパ国際空港（英語版） – マカパ, アマパー州
- SBMS (MVF) – Dix Sept Rosado Airport – モソロー, リオグランデ・ド・ノルテ州
- SBMT (SAO) – Campo de Marte Airport（英語版） – サンパウロ, サンパウロ州
- SBMY (MNX) – Manicoré Airport – Manicoré（英語版）, アマゾナス州
- SBNF (NVT) – Ministro Victor Konder International Airport（英語版） – Navegantes（英語版）, サンタカタリーナ州
- SBNM (GEL) – Santo Ângelo Airport（英語版） – Santo Ângelo（英語版）, リオグランデ・ド・スル州
- SBNT (NAT) – Augusto Severo International Airport（英語版） – ナタール
- SBOI (OYK) – Oiapoque Airport – オイアポケ, アマパー州
- SBOU (OUS) – Ourinhos Airport（英語版） – Ourinhos（英語版）, サンパウロ州
- SBPA (POA) – サルガド・フィーリョ国際空港 – ポルト・アレグレ, リオグランデ・ド・スル州
- SBPB (PHB) – Parnaíba-Prefeito Dr. João Silva Filho International Airport（英語版） – ピアウイ州, Parnaíba（英語版）
- SBPC (POO) – Poços de Caldas Airport – Poços de Caldas（英語版）, ミナスジェライス州
- SBPF (PFB) – Lauro Kurtz Airport（英語版） – Passo Fundo（英語版）, リオグランデ・ド・スル州
- SBPG (PNG) – パラナグア空港（英語版） – パラナグア, パラナ州
- SBPI (QPE) – Pico do Couto Airport – ペトロポリス, リオデジャネイロ州
- SBPJ (PMW) – パルマス空港（英語版） – パルマス, トカンティンス州
- SBPK (PET) – Pelotas Airport – ペロタス, リオグランデ・ド・スル州
- SBPL (PNZ) – ペトロリーナ空港（英語版） – ペトロリーナ, ペルナンブーコ州
- SBPN (PNB) – Porto Nacional Airport – Porto Nacional（英語版）, ゴイアス州
- SBPP (PMG) – Ponta Porã International Airport（英語版） – Ponta Porã（英語版）, マットグロッソ・ド・スル州
- SBPR – Carlos Prates Airport（英語版） – ベロオリゾンテ, ミナスジェライス州
- SBPS (BPS) – ポルト・セグーロ空港（英語版） – ポルト・セグーロ, バイーア州
- SBPV (PVH) – Governador Jorge Teixeira de Oliveira International Airport（英語版） – ポルト・ヴェーリョ, ロンドニア州
- SBQV (VDC) – ヴィトリア・ダ・コンキスタ空港（英語版） – ヴィトリア・ダ・コンキスタ, バイーア州
- SBRB (RBR) – リオブランコ国際空港（英語版） – リオブランコ, アクレ州
- SBRF (REC) – レシフェ/グアララペス・ジルベルト・フレイレ国際空港 – レシフェ, ペルナンブーコ州
- SBRG (RIG) – Rio Grande Airport（英語版） – Rio Grande, Rio Grande do Sul（英語版）
- SBRJ (SDU) – サントス・ドゥモン空港 – リオデジャネイロ, リオデジャネイロ州
- SBRP (RAO) – Leite Lopes Airport（英語版） – リベイラン・プレト, サンパウロ州
- SBRR (BRB) – Barreirinhas Airport（英語版） – Barreirinhas（英語版）, マラニョン州
- SBSC (SNZ) – Santa Cruz Air Force Base（英語版） – Santa Cruz, Rio de Janeiro（英語版）
- SBSJ (SJK) – São José dos Campos Regional Airport（英語版） – サン・ジョゼ・ドス・カンポス, サンパウロ州
- SBSL (SLZ) – Marechal Cunha Machado International Airport（英語版） – サン・ルイス
- SBSM (RIA) – Santa Maria Airport (Rio Grande do Sul)（英語版） – Santa Maria, Rio Grande do Sul（英語版）
- SBSN (STM) – Santarém-Maestro Wilson Fonseca Airport（英語版） – サンタレン
- SBSP (CGH) – コンゴーニャス空港 – サンパウロ, サンパウロ州
- SBSR (SJP) – サン・ジョゼー・ド・リオ・プレト空港（英語版） – サン・ジョゼー・ド・リオ・プレト, サンパウロ州
- SBST (SSZ) – Santos Air Base – サントス, サンパウロ州
- SBSV (SSA) – ディユタード・ルイス・エドワルド・マガリャエス国際空港 – サルヴァドール, バイーア州
- SBSY (IDO) – Santa Isabel do Morro Airport – Santa Isabel do Morro, トカンティンス州
- SBTA (QHP) – Heliponto Airport – タウバテ, サンパウロ州
- SBTB (TMT) – Trombetas Airport – Trombetas（英語版）, パラー州
- SBTE (THE) – テレジーナ空港（英語版） – テレジーナ, ピアウイ州
- SBTF (TFF) – Tefé Airport（英語版） – テフェー, アマゾナス州
- SBTK (TRQ) – Tarauacá Airport（英語版） – Tarauacá（英語版）, アクレ州
- SBTL (TEC) – Telêmaco Borba Airport（英語版） – Telêmaco Borba（英語版）, パラナ州
- SBTS (OBI) – Óbidos Airport – Óbidos, Pará（英語版）
- SBTT (TBT) – Tabatinga International Airport（英語版） – タバチンガ, アマゾナス州
- SBTU (TUR) – Tucuruí Airport（英語版） – Tucuruí（英語版）, パラー州
- SBTX (QTB) – Tubarão Airport – Tubarão（英語版）, サンタカタリーナ州
- SBUA (SJL) – São Gabriel da Cachoeira Airport（英語版） – São Gabriel da Cachoeira（英語版）, アマゾナス州
- SBUF (PAV) – Paulo Afonso Airport（英語版） – Paulo Afonso（英語版）, バイーア州
- SBUG (URG) – Rubem Berta Airport – Uruguaiana（英語版）, リオグランデ・ド・スル州
- SBUL (UDI) – Ten. Cel. Av. César Bombonato Airport – ウベルランジア, ミナスジェライス州
- SBUP (URB) – Urubupungá Airport – Urubupungá, サンパウロ州
- SBUR (UBA) – Uberaba Airport（英語版） – Uberaba（英語版）, ミナスジェライス州
- SBVG (VAG) – Major-Brigadeiro Trompowsky Airport（英語版） – Varginha（英語版）, ミナスジェライス州
- SBVH (BVH) – Vilhena Airport（英語版） – Vilhena（英語版）, ロンドニア州
- SBVT (VIX) – Goiabeiras Airport – ヴィトーリア, エスピリトサント州
- SBWX (STM) – Santarém Airport（英語版） – サンタレン
- SBYS (QPS) – Campo Fontenelle Airport – Pirassununga（英語版）, サンパウロ州
- SBZM (IZA) – Zona da Mata Regional Airport（英語版） – ジュイス・デ・フォーラ, Zona da Mata (Minas Gerais)（英語版）

### SD
- SDAE – São Pedro Municipal Airport（英語版） – São Pedro, São Paulo（英語版）, サンパウロ州
- SDAG – Angra dos Reis Airport – Angra dos Reis（英語版）, リオデジャネイロ州
- SDAM (CPQ) – Campo dos Amarais Airport（英語版） – カンピーナス, サンパウロ
- SDCO (SOD) – ソロカーバ空港（英語版） – ソロカーバ, サンパウロ州
- SDDR – Dracena Airport – Dracena（英語版）, サンパウロ州
- SDIL – Fazenda Pedra Branca Airport – Angra dos Reis（英語版）, リオデジャネイロ州
- SDLP (QGC) – Lençóis Paulista Airport – Lençóis Paulista（英語版）, サンパウロ州
- SDMC – Maricá Airport（英語版） – Maricá, Rio de Janeiro（英語版）, リオデジャネイロ州
- SDMO – Monte Alto Airport – Monte Alto, São Paulo（英語版）, サンパウロ州
- SDNY – Nova Iguaçu Aeroclub – Nova Iguaçu, リオデジャネイロ州
- SDOW (OIA) – Ourilândia do Norte Airport（英語版） – Ourilândia do Norte, Pará
- SDPW – Piracicaba Aeroclub – Piracicaba, São Paulo（英語版）, サンパウロ州
- SDRS (REZ) – Resende Airport（英語版） – Resende, Rio de Janeiro（英語版）, リオデジャネイロ州
- SDRR (QVP) – Avaré Airport（英語版） – Avaré, São Paulo（英語版）
- SDSC (QSC) – São Carlos Airport（英語版） – São Carlos（英語版）, サンパウロ州

### SI
- SIAB – Leda Mello Resende Airport – Três Pontas（英語版）, ミナスジェライス州
- SIMK (FRC) – フランカ空港（英語版） (SBFCから変更) – フランカ, サンパウロ州
- SIFV  – Aeródromo Primo Bitti – Aracruz, Espírito Santo（英語版）, エスピリトサント州

### SJ
- SJAU – Araguacema Airport – Araguacema（英語版）, トカンティンス州
- SJBY – João Silva Airport – Santa Inês（英語版）, マラニョン州
- SJDB (BYO) – SBDBへ移行
- SJGU – Araguatins Airport – Araguatins（英語版）, トカンティンス州
- SJTC – Bauru-Arealva Airport（英語版） – バウル/Arealva（英語版）, サンパウロ州
- SJUR – Terravista Resort – Trancoso, Brazil（英語版）, バイーア州

### SN
- SNAG – Araguari Airport – Araguari（英語版）, ミナスジェライス州
- SNAI (APY) – Alto Parnaíba Airport – Alto Parnaíba（英語版）, マラニョン州
- SNAR (AMJ) – Almenara Airport – Almenara, Minas Gerais（英語版）
- SNBL (BVM) – Belmonte Airport – Belmonte, Bahia（英語版）
- SNBR (BRA) – Barreiras Airport（英語版） – Barreiras（英語版）, バイーア州
- SNDM (LEC) – Lençóis Airport（英語版） – Lençóis（英語版）, バイーア州
- SNEC – Outeiro das Brisas Airport – ポルト・セグーロ, バイーア州
- SNFE – Alfenas Airport – Alfenas（英語版）, ミナスジェライス州
- SNFX (SXX) – São Félix do Xingu Airport（英語版） – São Félix do Xingu（英語版）, パラー州
- SNGI (GNM) – Guanambi Airport（英語版） – Guanambi（英語版）, バイーア州
- SNHA (ITN) – イタブーナ空港 – イタブーナ, バイーア州
- SNMU (MVS) – Mucuri Airport – Mucuri（英語版）, バイーア州
- SNMZ (PTQ) – Pôrto de Moz Airport – Pôrto de Moz, パラー州
- SNOB (QBX) – Sobral Airport – Sobral, Ceará（英語版）
- SNSM – Salinópolis Airport – Salinópolis（英語版）, パラー州
- SNSW (SFK) – Soure Airport – Soure, Pará（英語版）
- SNTO (TFL) – Teófilo Otoni Airport – Teófilo Otoni（英語版）, ミナスジェライス州
- SNVB (VAL) – Valença Airport（英語版） – Valença, Bahia（英語版）
- SNVS (BVS) – Breves Airport – Breves, Pará（英語版）
- SNWC (CMC) – Camocim Airport – Camocim（英語版）, セアラー州
- SNYE (PHI) – Pinheiro Airport – Pinheiro, Maranhão（英語版）

### SS
- SSAL (ALQ) – Federal Airport – Alegrete（英語版）, リオグランデ・ド・スル州
- SSAP (APU) – Apucarana Airport（英語版） – Apucarana（英語版）, パラナ州
- SSBL (BNU) – ブルメナウ空港 – ブルメナウ, サンタカタリーナ州
- SSCK (CCI) – Concórdia Airport（英語版） – Concórdia（英語版）, アマゾナス州
- SSCN (QCN) – Canela Airport – Canela（英語版）, リオグランデ・ド・スル州
- SSCT ()    – Cianorte Airport – Cianorte（英語版）, パラナ州
- SSDO (DOU) – Dourados Airport（英語版） – Dourados（英語版）, マットグロッソ・ド・スル州
- SSER (ERM) – Erechim Airport（英語版） – Erechim（英語版）, リオグランデ・ド・スル州
- SSGB (GTB) – Guaratuba Airport – Guaratuba（英語版）, パラナ州
- SSIJ (IJU) – Ijuí Airport（英語版） – Ijuí（英語版）, リオグランデ・ド・スル州
- SSIQ (ITQ) – Itaqui Airport – Itaqui（英語版）, リオグランデ・ド・スル州
- SSJA (JCB) – Joaçaba Airport（英語版） – Joaçaba（英語版）, サンタカタリーナ州
- SSKM (CBW) – Campo Mourão Airport – Campo Mourão（英語版）, パラナ州
- SSLI (LVB) – Dos Galpões Airport – サンタナ・ド・リヴラメント, リオグランデ・ド・スル州
- SSOE (SQX) – São Miguel do Oeste Airport（英語版） – São Miguel do Oeste（英語版）, サンタカタリーナ州
- SSPB (PTO) – Pato Branco Airport（英語版） – Pato Branco（英語版）, パラナ州
- SSPG (PNG) – パラナグア空港（英語版） – パラナグア, パラナ州
- SSPS – パルマス空港 – パルマス, パラナ州
- SSTB (TBA) – Três Barras Airport; Três Barras（英語版）, サンタカタリーナ州
- SSUV (QVB) – União da Vitória Airport（英語版） – União da Vitória（英語版）, パラナ州
- SSVI (VIA) – Videira Airport（英語版） – Videira（英語版）, サンタカタリーナ州
- SSVN – Veranópolis Airport – Veranópolis（英語版）, リオグランデ・ド・スル州
- SSZR (SRA) – Santa Rosa Airport (Brazil)（英語版） – Santa Rosa, Rio Grande do Sul（英語版）

### SW
- SWBC (BAZ) – Barcelos Airport（英語版） – Barcelos Municipality, Amazonas（英語版）, アマゾナス州
- SWBI – Barreirinha Airport（英語版） – Barreirinha（英語版）, アマゾナス州
- SWBR (RBB) – Borba Airport – Borba, Amazonas（英語版）, アマゾナス州
- SWCA (CAF) – Carauari Airport（英語版） – Carauari（英語版）, アマゾナス州
- SWGN (AUX) – Araguaína Airport（英語版） – Araguaína（英語版）, トカンティンス州
- SWII (IPG) – Ipiranga Airport（英語版） – Santo Antônio do Içá（英語版）, アマゾナス州
- SWJI (JPR) – Ji-Paraná Airport（英語版） – Ji-Paraná（英語版）, ロンドニア州
- SWKC (CCX) – Cáceres Airport – Cáceres, Mato Grosso（英語版）, ミナスジェライス州
- SWKN (CLV) – Caldas Novas Airport（英語版） – Caldas Novas（英語版）, ゴイアス州
- SWKO (CIZ) – Coari Airport（英語版） – Coari（英語版）, アマゾナス州
- SWKT (TLZ) – カタラン空港 – カタラン, ゴイアス州
- SWLC (RVD) – General Leite de Castro Airport（英語版） – Rio Verde, Goiás（英語版）
- SWNK (BCR) – Novo Campo Airport – Boca do Acre（英語版）, アマゾナス州
- SWNS (APS) – アナポリス空港 – アナポリス, ゴイアス州
- SWNV – Aeródromo Nacional de Aviação（英語版） – ゴイアニア, ゴイアス州
- SWPI (PIN) – Julio Belém Airport – Parintins（英語版）, アマゾナス州
- SWRD (ROO) – Rondonópolis Airport（英語版） – Rondonópolis（英語版）, マットグロッソ州
- SWSI (OPS) – Presidente João Figueiredo Airport（英語版） – Sinop, Mato Grosso（英語版）
- SWXV (NOK) – Nova Xavantina Airport – Nova Xavantina（英語版）, マットグロッソ州
- SWYM – Fazenda Anhanguera Airport – Pontes e Lacerda（英語版）, マットグロッソ州

## SC - チリ
カテゴリと一覧も参照
- SCAC (ZUD) – Pupelde Airport（英語版） – アンクド
- SCAG (LSQ) – El Avellano Airport（英語版） – ロス・アンヘレス
- SCAP (WAP) – Alto Palena Airport（英語版） – Alto Palena
- SCAR (ARI) – Chacalluta International Airport（英語版） – アリカ
- SCBA (BBA) – Balmaceda Airport（英語版） – Balmaceda, Chile（英語版）
- SCBE (TOQ) – Barriles Airport（英語版） – Tocopilla, Chile（英語版）
- SCBQ (   ) – El Bosque Airport（英語版） – El Bosque, Chile（英語版）, サンティアゴ
- SCCC (CCH) – Chile Chico Airport（英語版） – Chile Chico, Chile（英語版）
- SCCF (CJC) – El Loa Airport（英語版） – カラマ
- SCCH (YAI) – General Bernardo O'Higgins Airport（英語版） – チヤン
- SCCI (PUQ) – Carlos Ibanez Del Campo International Airport（英語版） – プンタ・アレーナス
- SCCY (GXQ) – Teniente Vidal Airport（英語版） – コイハイケ
- SCDA (IQQ) – ディエゴ・アラセナ国際空港 – イキケ
- SCEL (SCL) – アルトゥーロ・メリノ・ベニテス国際空港 – サンティアゴ
- SCER (   ) – Quintero Airport（英語版） – バルパライソ
- SCES (ESR) – El Salvador Bajo Airport（英語版） – El Salvador, Chile（英語版）
- SCFA (ANF) – セロ・モレノ国際空港 – アントファガスタ
- SCFM (WPR) – Capitan Fuentes Martinez Airport（英語版） – ポルベニール
- SCGZ (WPU) – サニャルトゥ空港 – プエルト・ウィリアムズ
- SCHA (CPO) – Chamonate Airport（英語版） – コピアポ
- SCHR (LGR) – Cochrane Airport (Chile)（英語版） – Cochrane, Chile（英語版）
- SCIC (ZCQ) – General Freire Airport（英語版） – クリコ
- SCIE (CCP) – Carriel Sur International Airport（英語版） – コンセプシオン
- SCIP (IPC) – マタベリ国際空港 – イースター島
- SCIR (   ) – Robinson Crusoe Airport – ファン・フェルナンデス諸島
- SCJO (ZOS) – Canal Bajo Airport（英語版） – オソルノ
- SCKU (QUI) – チュキカマタ空港 – チュキカマタ
- SCLC – Santiago Municipal de Vitacura – サンティアゴ
- SCLL (VLR) – Vallenar Airport（英語版） – Vallenar, Chile（英語版）
- SCNT (PNT) – Teniente Julio Gallardo Airport（英語版） – Puerto Natales, Chile（英語版）
- SCOV (OVL) – Ovalle Tuqui Airport – Ovalle Tuqui
- SCPC (ZPC) – プコン空港（英語版） – プコン
- SCPQ (MHC) – Mocopulli Airport（英語版） – Dalcahue（英語版）
- SCRA (CNR) – Chanaral Airport（英語版） – チャニャラル
- SCRG (QRC) – De La Independencia Airport – ランカグア
- SCRM (TNM) – Teniente R. Marsh Airport（英語版） – Teniente Roldofo Marsh Martin Base and ビジャ・ラス・エストレージャス
- SCSB (SMB) – Franco Blanco Airport – Cerro Sombrero, Chile（英語版）
- SCSE (LSC) – La Florida Airport (Chile)（英語版） – ラ・セレナ
- SCSN (   ) – Santo Domingo Airport – バルパライソ
- SCST (WCA) – Gamboa Airport（英語版） – カストロ
- SCTB (   ) – Eulogio Sánchez Airport（英語版） – La Reina, Chile（英語版）, サンティアゴ
- SCTC (PZS) – Maquehue Airport（英語版） – テムコ
- SCTE (PMC) – El Tepual Airport（英語版） – プエルトモント
- SCTI (ULC) – Los Cerrillos Airport（英語版） – サンティアゴ
- SCTL (TLX) – Panguilemo Airport（英語版） – タルカ
- SCTN (WCH) – Chaiten Airport – Chaiten, Chile（英語版）
- SCTO (ZIC) – Victoria Airport (Chile)（英語版） – Victoria, Chile（英語版）
- SCTT (TTC) – Las Breas Airport（英語版） – Taltal
- SCVA (VAP) – バルパライソ空港 – バルパライソ
- SCVD (ZAL) – Pichoy Airport（英語版） – バルディビア
- SCVL       – Las Marías Airport（英語版） – バルディビア
- SCVM (KNA) – ビーニャ・デル・マル空港 – ビニャ・デル・マール

## SE - エクアドル
カテゴリと一覧も参照
- SEAM (ATF) – Chachoan Airport（英語版） – アンバート
- SEBC (BHA) – Los Perales Airport – Bahia de Caraquez（英語版）
- SECE (WSE) – Santa Cecilia Airport – Santa Cecilia（英語版）
- SECO (OCC) – Francisco de Orellana Airport（英語版） – Coca, Ecuador（英語版）
- SECU (CUE) – Mariscal Lamar Airport（英語版） – クエンカ
- SEGS (GPS) – Seymour Airport（英語版） – ガラパゴス県
- SEGU (GYE) – ホセ・ホアキン・デ・オルメード国際空港 – グアヤキル
- SEJI (JIP) – Jipijapa Airport – Jipijapa
- SELT (LTX) – Cotopaxi International Airport（英語版） – Latacunga（英語版）
- SENL (LGQ) – Lago Agrio Airport（英語版） – ヌエバ・ロハ
- SELO (LOH) – Camilo Ponce Enriquez Airport（英語版） – ロハ
- SEMA (MRR) – J.M. Velasco Ibarra Airport – Macara（英語版）
- SEMC (XMS) – Macas Airport（英語版） – Macas (city)（英語版）
- SEMH (MCH) – General M. Serrano Airport – マチャラ
- SEMT (MEC) – マンタ空軍基地 – マンタ
- SESM (PTZ) – Rio Amazonas Airport（英語版） – パスタサ県
- SEPD (PDZ) – Pedernales Airport – Pedernales
- SEPT (PYO) – Putumayo Airport – Putumayo, Ecuador（英語版）
- SEPV (PVO) – Reales Tamarindos Airport（英語版） – ポルトビエホ
- SEQM (UIO) – マリスカル・スクレ国際空港 – キト
- SERO (ETR) – Santa Rosa International Airport（英語版） – エル・オロ県
- SESA (SNC) – General Ulpiano Paez Airport（英語版） – Salinas (canton seat)（英語版）
- SESC (SUQ) – Sucua Airport – Sucua（英語版）
- SEST (SCY) – サンクリストバル空港 – サン・クリストバル島, ガラパゴス諸島
- SETA (TAU) – Taura（英語版） – Base Aerea Taura, グアヤス県
- SETH (TSC) – Taisha Airport – Taisha
- SETI (TPN) – Tiputini Airport – Tiputini
- SETN (ESM) – General Rivadeneira Airport（英語版） – エスメラルダス
- SETR (TPC) – Tarapoa Airport（英語版） – Tarapoa（英語版）
- SETU (TUA) – Teniente Coronel Luis a Mantilla International Airport（英語版） – Tulcán

## SF - フォークランド諸島
カテゴリと一覧も参照
- SFAL (PSY) – ポート・スタンリー空港（英語版） – スタンリー

## SG - パラグアイ
カテゴリと一覧も参照
- SGAS (ASU) – シルビオ・ペッティロッシ国際空港 – アスンシオン
- SGAY (AYO) – Juan de Ayolas Airport（英語版） – Ayolas（英語版）
- SGCO (CIO) – Teniente Coronel Carmelo Peralta Airport – コンセプシオン
- SGEN (ENO) – Teniente Primero Alarcón Airport – エンカルナシオン
- SGES (AGT) – Guaraní International Airport（英語版） – シウダー・デル・エステ
- SGFI (FLM) – Fernheim Airport – フィラデルフィア
- SGME (ESG) – Dr. Luis Maria Argaña International Airport（英語版） – Mariscal Estigarribia（英語版）
- SGPI (PIL) – Carlos Miguel Jiménez Airport（英語版） – Pilar, Paraguay（英語版）
- SGPJ (PJC) – Augusto R. Fuster International Airport – ペドロ・フアン・カバリェロ市

## SK - コロンビア
カテゴリと一覧も参照
- SKAC (ACR) – Araracuara Airport（英語版） – Araracuara
- SKAD (ACD) – Alcides Fernández Airport（英語版） – Acandí（英語版）
- SKAG (ACL) – Hacaritama Airport – Aguachica（英語版）
- SKAM (AFI) – Amalfi Airport（英語版） – Amalfi, Colombia（英語版）
- SKAN (ADN) – Andes Airport – Andes, Colombia（英語版）
- SKAP (API) – Gomez Nino-Apiay Airport（英語版） – Apiay
- SKAR (AXM) – El Edén International Airport（英語版） – アルメニア
- SKAS (PUU) – Tres de Mayo Airport（英語版） – Puerto Asís（英語版）
- SKBC (ELB) – Las Flores Airport（英語版） – El Banco（英語版）
- SKBG (BGA) – Palonegro Airport（英語版） – Lebrija, Colombia（英語版） (near ブカラマンガ)
- SKBO (BOG) – エルドラド国際空港 – ボゴタ
- SKBQ (BAQ) – Ernesto Cortissoz International Airport（英語版） – バランキージャ
- SKBS (BSC) – José Celestino Mutis Airport（英語版） – Bahía Solano（英語版）
- SKBU (BUN) – Gerardo Tobar López Airport（英語版） – Buenaventura, Colombia（英語版）
- SKCA (CPB) – Capurganá Airport – Capurganá（英語版）
- SKCC (CUC) – Camilo Daza International Airport（英語版） – ククタ
- SKCD (COG) – Mandinga Airport – Condoto（英語版）
- SKCG (CTG) – Rafael Núñez International Airport（英語版） – カルタヘナ
- SKCI (CCO) – Carimagua Airport – Carimagua
- SKCL (CLO) – Alfonso Bonilla Aragón International Airport（英語版） – サンティアゴ・デ・カリ
- SKCM (CIM) – Cimitarra Airport – Cimitarra（英語版）
- SKCO (TCO) – La Florida Airport (Colombia)（英語版） – Tumaco（英語版）
- SKCU (CAQ) – Caucasia Airport（英語版） – Caucasia, Antioquia（英語版）
- SKCV (CVE) – Coveñas Airport – Coveñas（英語版）
- SKCZ (CZU) – Las Brujas Airport, Colombia（英語版） – Corozal, Sucre（英語版）
- SKEB (EBG) – El Bagre Airport（英語版） – El Bagre（英語版）
- SKEJ (EJA) – Yarigüies Airport（英語版） – バランカベルメハ
- SKFL (FLA) – Gustavo Artunduaga Paredes Airport（英語版） – フロレンシア
- SKGI (GIR) – Santiago Vila Airport（英語版） – Girardot, Cundinamarca（英語版）
- SKGO (CRC) – Santa Ana Airport (Colombia)（英語版） – Cartago, Valle del Cauca（英語版）
- SKGP (GPI) – Guapi Airport（英語版） – Guapi, Cauca（英語版）
- SKHA (CPL) – Chaparral Airport – Chaparral（英語版）
- SKHC (HTZ) – Hato Corozal Airport – Hato Corozal（英語版）
- SKIB (IBE) – Perales Airport（英語版） – イバゲ
- SKIG (IGO) – Chigorodó Airport – Chigorodó（英語版）
- SKIP (IPI) – San Luis Airport (Colombia)（英語版） – Ipiales（英語版）
- SKIU (TIB) – Tibú Airport – Tibú（英語版）
- SKLC (APO) – Antonio Roldán Betancourt Airport（英語版） – Apartadó（英語版）
- SKLG (LQM) – Caucaya Airport（英語版） – プエルト・レギサーモ
- SKLM (MCJ) – La Mina Airport（英語版） – Maicao, Guajira（英語版）
- SKLP (LPD) – La Pedrera Airport（英語版） – La Pedrera, Amazonas（英語版）
- SKLT (LET) – Alfredo Vásquez Cobo International Airport（英語版） – レティシア
- SKMD (EOH) – Olaya Herrera Airport（英語版） – メデジン
- SKMF (MFS) – Miraflores Airport – Miraflores, Guaviare（英語版）
- SKMG (MGN) – Baracoa Airport – Magangué（英語版）
- SKMR (MTR) – Los Garzones Airport（英語版） – モンテリア
- SKMU (MVP) – Fabio Alberto León Bentley Airport（英語版） – Mitú（英語版）
- SKMZ (MZL) – La Nubia Airport（英語版） – マニサレス
- SKNC (NCI) – Antioquia Airport – Necoclí（英語版）
- SKNQ (NQU) – Reyes Murillo Airport（英語版） – Nuquí（英語版）
- SKNV (NVA) – Benito Salas Airport（英語版） – Neiva, Colombia（英語版）
- SKOC (OCV) – Aguas Claras Airport（英語版） – Ocaña, Colombia（英語版）
- SKOE (ORC) – Orocue Airport（英語版） – Orocue（英語版）
- SKOT (OTU) – Otu Airport（英語版） – Otu
- SKPB – Puerto Bolívar Airport（英語版） – ラ・グアヒーラ県
- SKPC (PCR) – Puerto Carreño Airport（英語版） – Puerto Carreño（英語版）
- SKPD (PDA) – Obando Airport（英語版） – Puerto Inírida（英語版）
- SKPE (PEI) – Matecaña International Airport（英語版） – ペレイラ
- SKPI (DTX) – Pitalito Airport – Pitalito（英語版）
- SKPL (PLT) – Plato Airport – Plato, Colombia（英語版）
- SKPP (PPN) – Guillermo León Valencia Airport（英語版） – ポパヤン
- SKPQ (PQE) – German Olano AB（英語版） – Palanquero
- SKPS (PSO) – Antonio Narino Airport（英語版） – Pasto（英語版）
- SKPV (PVA) – El Embrujo Airport（英語版） – プロビデンシア島
- SKPZ (PZA) – Paz de Ariporo Airport – Paz de Ariporo（英語版）
- SKQU (MQU) – Mariquita Airport（英語版） – Mariquita, Tolima（英語版）
- SKRG (MDE) – José María Córdova International Airport（英語版） – メデジン/Rionegro, Antioquia（英語版）
- SKRH (RCH) – Almirante Padilla Airport（英語版） – リオアチャ
- SKSA (RVE) – Los Colonizadores Airport（英語版） – Saravena（英語版）
- SKSJ (SJE) – Jorge Enrique González Airport（英語版） – San José del Guaviare（英語版）
- SKSM (SMR) – Simón Bolívar International Airport (Colombia)（英語版） – サンタ・マルタ
- SKSP (ADZ) – Gustavo Rojas Pinilla International Airport（英語版） – サン・アンドレス・イ・プロビデンシア県
- SKSR (SRS) – San Marcos Airport（英語版） – San Marcos, Antioquia（英語版）
- SKSV (SVI) – Eduardo Falla Solano Airport（英語版） – San Vicente del Caguán（英語版）
- SKTD (TDA) – Trinidad Airport – バランキージャ
- SKTJ (TNJ) – Gustavo Rojas Pinilla Airport（英語版） – トゥンハ
- SKTM (TME) – Tame Airport（英語版） – Tame, Colombia（英語版）
- SKTQ (TQS) – Tres Esquinas AB（英語版） – Tres Esquinas
- SKTU (TRB) – Gonzalo Mejía Airport – Turbo, Colombia（英語版）
- SKUA (MQZ) – Marandúa AB（英語版） – Marandúa
- SKUC (AUC) – Santiago Pérez Airport（英語版） – Arauca, Arauca（英語版）
- SKUI (UIB) – El Caraño Airport（英語版） – キブド
- SKUL (ULQ) – Farfan Airport – Tuluá（英語版）
- SKUR (URR) – Urrao Airport – Urrao（英語版）
- SKVG (VGZ) – Villa Garzón Airport（英語版） – Villa Garzón（英語版）
- SKVP (VUP) – Alfonso López Pumarejo Airport（英語版） – バジェドゥパル
- SKVV (VVC) – La Vanguardia Airport（英語版） – ビリャビセンシオ
- SKYA (AYG) – Yaguara Airport – Yaguara（英語版）
- SKYP (EYP) – El Alcaraván Airport（英語版） – ヨパル

## SL - ボリビア
カテゴリと一覧も参照
q.v.
- SLAP (APB) – Apolo Airport（英語版） – Apolo, La Paz（英語版）
- SLAS (ASC) – Ascenscion de Guarayos Airport – Ascención de Guarayos（英語版）
- SLBJ (BJO) – Bermejo Airport（英語版） – Bermejo, Bolivia（英語版）

- SLBN – Bella Union Airport（英語版） – Bella Union
- SLCA (CAM) – Camiri Airport（英語版） – Camiri（英語版）
- SLCB (CBB) – ホルヘ・ウィルステルマン国際空港 – コチャバンバ
- SLCO (CIJ) – Capitan Anibal Arab Airport（英語版） – コビハ
- SLCP (CEP) – Concepción Airport（英語版） – コンセプシオン (ボリビア)（英語版）
- SLET (SRZ) – El Trompillo Airport（英語版） – サンタ・クルス・デ・ラ・シエラ
- SLGY (GYA) – Guayaramerín Airport（英語版） – Guayaramerin（英語版）
- SLJE (SJS) – San José de Chiquitos Airport（英語版） – San José de Chiquitos（英語版）
- SLJO (SJB) – San Joaquin Airport（英語版） – San Joaquin, Bolivia（英語版）
- SLJV (SJV) – San Javier Airport (Bolivia)（英語版） – San Javier, Ñuflo de Chávez（英語版）
- SLLP (LPB) – エル・アルト国際空港 – ラパス
- SLMG (MGD) – Magdalena Airport（英語版） – Magdalena
- SLOR (ORU) – オルロ空港 – オルロ
- SLPO (POI) – Capitan Nicolas Rojas Airport（英語版） – ポトシ
- SLPR (PUR) – Puerto Rico Airport（英語版） – Puerto Rico, Bolivia（英語版）
- SLPS (PSZ) – Puerto Suárez International Airport（英語版） – Puerto Suárez（英語版）
- SLRA (SRD) – San Ramon Airport（英語版） – San Ramon, Bolivia（英語版）
- SLRB (RBO) – Robore Airport（英語版） – Robore（英語版）
- SLRI (RIB) – Riberalta Airport（英語版） – リベラルタ
- SLRQ (RBQ) – Rurrenabaque Airport（英語版） – Rurrenabaque（英語版）
- SLRY (REY) – Reyes Airport（英語版） – Reyes, Bolivia（英語版）
- SLSA (SBL) – Santa Ana del Yacuma Airport（英語版） – Santa Ana del Yacuma（英語版）
- SLSB (SRJ) – Capitán Germán Quiroga Guardia Airport（英語版） – San Borja, Bolivia（英語版）
- SLSI (SNG) – San Ignacio de Velasco Airport – San Ignacio de Velas
- SLSM (SNM) – San Ignacio de Moxos Airport（英語版） – San Ignacio de Moxos（英語版）
- SLSU (SRE) – Juana Azurduy de Padilla International Airport（英語版） – スクレ
- SLTJ (TJA) – Capitán Oriel Lea Plaza Airport（英語版） – タリハ
- SLTR (TDD) – Teniente Jorge Henrich Arauz Airport（英語版） – トリニダ
- SLVM (VLM) – Villamontes Airport（英語版） – Villamontes（英語版）
- SLVR (VVI) – ビルビル国際空港 – サンタ・クルス・デ・ラ・シエラ
- SLYA (BYC) – ヤクイバ空港（英語版） – ヤクイバ

## SM - スリナム
カテゴリと一覧も参照
- SMAF – Afobaka Airstrip（英語版） – Afobaka
- SMAM – Amatopo Airstrip（英語版） – Amatopo
- SMAN – Lawa Antino Airstrip（英語版） – Antino
- SMBG – Bakhuys Airstrip（英語版） – Bakhuys Gebergte
- SMBN (ABN) – Albina Airstrip（英語版） – Albina, Suriname（英語版）, Marowijne District（英語版）
- SMBO (BTO) – Botopasi Airstrip（英語版） – Botopasi
- SMCA (AAJ) – Cayana Airstrip（英語版） – Cayana
- SMCB – Cabana Airstrip（英語版） – Cabana
- SMCI – Coeroenie Airstrip（英語版） – Coeroeni
- SMCO (TOT) – Totness Airstrip（英語版） – Totness, Suriname（英語版）, Coronie District（英語版）
- SMCT – Lawa Cottica Airstrip（英語版） – Cottica
- SMDA (DRJ) – Drietabbetje Airstrip（英語版） – Drietabbetje
- SMDJ (DOE) – Djoemoe Airstrip（英語版） (Djumu（英語版） / Asidonhopo) – Djoemoe
- SMDK – Donderskamp Airstrip（英語版） – Donderskamp
- SMDO (LDO) – Laduani Airstrip（英語版） – Laduani
- SMDU – Alalapadu Airstrip（英語版） – Alalapadu
- SMGA – Gakaba Airstrip（英語版） – Gakaba
- SMGH – Godo Holo Airstrip（英語版） – Godo Holo
- SMGR – Gross Rosebell Airstrip（英語版） – Gross Rosebell
- SMHA – Henri Alwies Airstrip（英語版） – Saramacca District（英語版）
- SMJA – Jarikaba Airstrip – Jarikaba（英語版）, Saramacca District（英語版）
- SMJK – Njoeng Jacob Kondre Airstrip（英語版） – Njoeng Jacob Kondre
- SMJP (PBM) – ヨハン・アドルフ・ペンヘル国際空港 – Zanderij（英語版）
- SMKA – Kabalebo Airstrip（英語版） – Kabalebo（英語版）
- SMKE – Kayser Airstrip（英語版） – Kayser
- SMLA – Lawa Anapaike Airstrip（英語版） – Lawa Aanapaike
- SMLI – Lelygebergte Airstrip（英語版） – Lelygebergte
- SMLT – Langatabbetje Airstrip（英語版） – Langatabbetje
- SMMO (MOJ) – Moengo Airstrip（英語版） – Moengo, Suriname（英語版） Marowijne District（英語版）
- SMNI (ICK) – ニウ・ニッケリー空港（英語版） – ニウ・ニッケリー
- SMPA (OEM) – Vincent Fayks Airport（英語版） – Paloemeu（英語版）
- SMPE – Poeketi Airstrip（英語版） – Poeketi
- SMPG – Poesoegroenoe Airstrip（英語版） – Poesoegroenoe
- SMPT – Apetina Airstrip（英語版） – Apetina
- SMRA – Ralleigh Airstrip（英語版） – Raleighvallen
- SMRN – Ragoebarsing Airstrip（英語版） – Ragoebarsing
- SMSI – Sipaliwini Airstrip（英語版） – Sipaliwini
- SMSK – Sarakreek Airstrip（英語版） – Sarakreek
- SMSM – Kwamelasemoetoe Airstrip（英語版） – Kwamelasemoetoe
- SMST (SMZ) – Stoelmans Eiland Airstrip（英語版） – Stoelmans Eiland
- SMTA – Lawa Tabiki Airstrip（英語版） – Lawa Tabiki
- SMTB – Tafelberg Airstrip（英語版） – Tafelberg, Suriname（英語版）
- SMTP (KCB) – Tepoe Airstrip（英語版） – Tepoe
- SMVG – Vier Gebroeders Airstrip（英語版） – Vier Gebroeders
- SMWA (AGI) – Wageningen Airstrip（英語版） – Wageningen, Suriname（英語版）
- SMWS (WSO) – Washabo Airport（英語版） – Washabo Apoera（英語版）
- SMZO (ORG) – Zorg en Hoop Airport（英語版） – パラマリボ

## SO - フランス領ギアナ
カテゴリと一覧も参照
- SOCA (CAY) – カイエンヌ・フェリックス・エブエ国際空港 – カイエンヌ
- SOGS       – グラン＝サンティ空港（英語版） – グラン＝サンティ（英語版）
- SOOA (MPY) – マリパスラ空港（英語版） – マリパスラ（英語版）
- SOOG (OXP) – サン＝ジョルジュ空港（英語版） – サン＝ジョルジュ（英語版）
- SOOM (LDX) – サン＝ローラン＝デュ＝マロニ空港（英語版） – サン＝ローラン＝デュ＝マロニ
- SOOR (REI) – レジナ空港（英語版） – レジナ（英語版）
- SOOS (XAU) – サウル空港（英語版） – サウル（英語版）
- SOOY       – シンナマリー空港 – シンナマリー（英語版）

## SP - ペルー
カテゴリと一覧も参照
- SPAO (APE) – San Juan Aposento Airport – San Juan Aposento
- SPAR (ALD) – Alerta Airport（英語版） – Alerta（英語版）, ウカヤリ県
- SPAS – Alférez FAP Alfredo Vladimir Sara Bauer Airport（英語版） – Andoas（英語版）, ロレート県
- SPAY – Tnte. Gral. Gerardo Pérez Pinedo Airport（英語版） – Atalaya, Ucayali（英語版）, ウカヤリ県
- SPBB (MBP) – Moyobamba Airport – モヨバンバ, サン・マルティン県
- SPBC – Caballococha Airport（英語版） – Caballococha（英語版）, ロレート県
- SPBL (BLP) – Huallaga Airport – Bellavista, San Martín（英語版）, サン・マルティン県
- SPBR (IBP) – Iberia Airport（英語版） – Iberia
- SPBS – Bellavista Airport – Jeberos, ロレート県
- SPCH – Tocache Airport – Tocache（英語版）, サン・マルティン県
- SPCL (PCL) – Captain Rolden International Airport（英語版） – プカルバ, ウカヤリ県
- SPCM (CTF) – Contamana Airport（英語版） – Contamana（英語版）, ロレート県
- SPDR – Trompeteros Airport – Corrientes
- SPEO (CHM) – Tnte. FAP Jaime Montreuil Morales Airport（英語版） – チンボテ, アンカシュ県
- SPEQ – Cesar Torque Podesta Airport – Moquegua（英語版）, モケグア県
- SPGM (TGI) – Tingo María Airport（英語版） – Tingo María（英語版）, ワヌコ県
- SPHI (CIX) – Cap. FAP José A. Quiñones Gonzales International Airport（英語版） – チクラーヨ, ランバイエケ県
- SPHO (AYP) – Coronel FAP Alfredo Mendivil Duarte Airport（英語版） – アヤクーチョ, アヤクーチョ県
- SPHU – ワンカヨ空港（英語版） – ワンカヨ, フニン県
- SPHV – Huánuco Viejo Airport – Huánuco Viejo（英語版）, ワヌコ県
- SPHY (ANS) – Andahuaylas Airport（英語版） – Andahuaylas（英語版）, アプリマク県
- SPHZ (ATA) – Comandante FAP Germán Arias Graziani Airport（英語版） – Anta, Ancash（英語版）/ワラス, アンカシュ県
- SPIL (UMI) – Quince Mil Airport – Quince Mil（英語版）, クスコ県
- SPIP (SFK) – Satipo Airport – Satipo（英語版）
- SPIZ (UCZ) – Uchiza Airport – Uchiza
- SPJA (RIJ) – Juan Simons Vela Airport（英語版） – Rioja Province（英語版）, サン・マルティン県
- SPJB – Pampa Grande Airport – Cajabamba, Peru（英語版）, カハマルカ県
- SPJC (LIM) – ホルヘ・チャベス国際空港 – カヤオ/リマ, Lima Metropolitan Area（英語版）
- SPJE – Shumba Airport – Jaén, Peru（英語版）, カハマルカ県
- SPJI (JJI) – Juanjuí Airport（英語版） – Juanjuí（英語版）, サン・マルティン県
- SPJJ (JAU) – フランシスコ・カルレ空港 – Jauja（英語版）, フニン県
- SPJL (JUL) – インカ・マンコ・カパック国際空港 – プーノ/フリアカ, プーノ県
- SPJN (SJA) – San Juan de Marcona Airport – San Juan de Marcona（英語版）
- SPJR (CJA) – My. Gral. FAP. Armando Revoredo Iglesias Airport（英語版） – カハマルカ, カハマルカ県
- SPLC – Mariano Melgar Airport – La Joya, アレキパ県
- SPLN (RIM) – San Nicolas Airport – Rodriquez de Mendoza
- SPLO (ILC) – Ilo Airport（英語版） – Ilo（英語版）, モケグア県
- SPLP – Las Palmas Air Base（英語版） (軍用) – Barranco District（英語版）, リマ郡
- SPME (TBP) – Cap. FAP Pedro Canga Rodríguez Airport（英語版） – トゥンベス, トゥンベス県
- SPMF – Manuel Prado Ugarteche Airport – Mazamari, フニン県
- SPMR (SMG) – Santa Maria Airport, Peru – Santa Maria
- SPMS (YMS) – Moisés Benzaquen Rengifo Airport（英語版） – Yurimaguas（英語版）, ロレート県
- SPNC (HUU) – Alf. FAP David Figueroa Fernandini Airport（英語版） – ワヌコ, ワヌコ県
- SPOA (SFS) – Saposoa Airport – Saposoa（英語版）
- SPOV – Shiringayoc/Hacienda Mejia Airport – Leon Velarde
- SPPY (CHH) – Chachapoyas Airport（英語版） – Chachapoyas, Peru（英語版）, アマソナス県
- SPQN (REQ) – Requena Airport – Requena, Loreto（英語版）, ロレート県
- SPQT (IQT) – Crnl. FAP Francisco Secada Vignetta International Airport（英語版） – イキトス, ロレート県
- SPQU (AQP) – ロドリゲス・バロン国際空港 – アレキパ, アレキパ県
- SPRF – San Rafael Airport – San Rafael
- SPRM – Capitán FAP Leonardo Alvariño Herr Airport – San Ramón, Junín（英語版）, フニン県
- SPRU (TRU) – Cap. FAP Carlos Martínez de Pinillos International Airport（英語版） – トルヒーリョ, ラ・リベルタ県
- SPSF – San Francisco Airport – San Francisco
- SPSO (PIO) – Capitán FAP Renán Elías Olivera Airport（英語版） – Pisco, Peru（英語版）, イカ県
- SPSP (SPO) – San Pablo Airport – San Pablo, Peru（英語版）, カハマルカ県
- SPST (TPP) – Cad. FAP Guillermo del Castillo Paredes Airport（英語版） – Tarapoto（英語版）, サン・マルティン県
- SPSY (SYC) – Shiringayoc Airport – Shiringayoc
- SPTN (TCQ) – Crnl. FAP Carlos Ciriani Santa Rosa International Airport（英語版） – タクナ, タクナ県
- SPTP – El Pato Air Base – タララ, ピウラ県
- SPTU (PEM) – Puerto Maldonado International Airport（英語版） – プエルト・マルドナド, マードレ・デ・ディオス県
- SPUR (PIU) – Cap. FAP Guillermo Concha Iberico Airport（英語版） – ピウラ/タララ, ピウラ県
- SPVR – San Isidoro Airport – Vitor
- SPVT – Mayor FAP Guillermo Protset del Castillo Airport – Vitor
- SPYL (TYL) – Cap. FAP Victor Montes Arias International Airport（英語版） – タララ, ピウラ県
- SPZA (NZC) – Maria Reiche Neuman Airport（英語版） – Nazca（英語版）, イカ県
- SPZO (CUZ) – アレハンドロ・ベラスコ・アステテ国際空港 – クスコ, クスコ県

## SU - ウルグアイ
カテゴリと一覧も参照
- SUAA – Ángel S. Adami Airport（英語版） – モンテビデオ, モンテビデオ県
- SUAG (ATI) – アルティガス空港（英語版） – アルティガス, アルティガス県
- SUAN – Estancia Presidencial Anchorena Airport – Barra de San Juan, コロニア県
- SUBU (BUV) – Placeres Airport – Bella Unión（英語版）, アルティガス県
- SUCA (CYR) – コロニア空港（英語版） – コロニア・デル・サクラメント, コロニア県
- SUCM – Zagarzazú International Airport – Carmelo, Uruguay（英語版）, コロニア県
- SUDU (DZO) – Santa Bernardina International Airport（英語版） – ドゥラスノ, ドゥラスノ県
- SUFB – Villa Independencia Airport – Fray Bentos（英語版）, リオ・ネグロ県
- SULS (PDP) – Capitán de Corbeta Carlos A. Curbelo International Airport（英語版） – マルドナド/プンタ・デル・エステ, マルドナド県
- SUME – Ricardo Detomasi Airport – メルセデス, ソリアノ県
- SUMI – Campo Municipal de Aterrizaje Airport – ミナス, ラバジェハ県
- SUMO (MLZ) – Cerro Largo International Airport（英語版） – メロ, セロ・ラルゴ県
- SUMU (MVD) – カラスコ国際空港 – モンテビデオ, モンテビデオ県
- SUPE – El Jagüel Airport（英語版） – マルドナド/プンタ・デル・エステ, マルドナド県
- SUPU (PDU) – パイサンドゥー空港（英語版） – パイサンドゥー, パイサンドゥ県
- SURB – Río Branco Airport – Río Branco, Uruguay（英語版）, セロ・ラルゴ県
- SURV (RVY) – リベラ国際空港（英語版） – リベラ, リベラ県
- SUSO (STY) – Nueva Hesperides International Airport（英語版） – サルト, サルト県
- SUTB (TAW) – タクアレンボー空港（英語版） – タクアレンボー, タクアレンボー県
- SUTR (TYT) – トレインタ・イ・トレス空港（英語版） – トレインタ・イ・トレス, トレインタ・イ・トレス県
- SUVO (VCH) – Vichadero Airport（英語版） – Vichadero（英語版）, リベラ県

## SV - ベネズエラ
カテゴリと一覧も参照
- SVAC (AGV) – Oswaldo Guevara Mujica Airport（英語版） – アカリグア
- SVAN (AAO) – Anaco Airport（英語版） – Anaco（英語版）, アンソアテギ州
- SVAS (LPJ) – Armando Schwarck Airport –  Los Pijiguaos, アマソナス州
- SVBB – Private Airport central Bobures – Bobures, Zulia
- SVBC (BLA) – Generál José Antonio Anzoátegui International Airport（英語版） – バルセロナ
- SVBI (BNS) – Barinas Airport（英語版） – バリナス, バリナス州
- SVBL (MYC) – El Libertador Airbase（英語版） – マラカイ, アラグア州
- SVBM (BRM) – Jacinto Lara International Airport（英語版） – バルキシメト
- SVBS (MYC) – Mariscal Sucre Airport (Venezuela)（英語版） – マラカイ, アラグア州
- SVCB (CBL) – Tomás de Heres Airport（英語版） – シウダ・ボリバル, ボリバル州
- SVCD (CXA) – Caicara de Orinoco Airport – Caicara del Orinoco（英語版）
- SVCL (CLZ) – Calabozo Airport（英語版） – カラボソ, グアリコ州
- SVCN (CAJ) – Canaima Airport（英語版） – Canaima
- SVCO (VCR) – Carora Airport – Carora（英語版）, ララ州
- SVCP (CUP) – General José Francisco Bermúdez Airport（英語版） – Carupano（英語版）
- SVCR (CZE) – José Leonardo Chirinos Airport（英語版） – コロとその港
- SVCU (CUM) – Antonio José de Sucre Airport（英語版） – クマナ, スクレ州
- SVDZ (PPZ) – Puerto Páez Airport – Puerto Páez, アプレ州
- SVED (EOR) – El Dorado Airport (Venezuela)（英語版） – El Dorado, Venezuela（英語版）
- SVEZ (EOZ) – Elorza Airport（英語版） – Elorza（英語版）, アプレ州
- SVFM – Generalissimo Francisco de Miranda Airbase（英語版） – Caracas Lacar
- SVGD (GDO) – Guasdualito Airport（英語版） – Guasdualito（英語版）, アプレ州
- SVGI (GUI) – Guiria Airport（英語版） – Guiria, スクレ州
- SVGU (GUQ) – グアナレ空港（英語版） – グアナレ, ポルトゥゲサ州
- SVHH – Churuguara Airport – Churuguara（英語版）, ファルコン州
- SVIC (ICA) – Icabaru Airport – Icabaru, ボリバル州
- SVJC (LSP) – Josefa Camejo International Airport（英語版） – Paraguaná（英語版）, ファルコン州
- SVKA (KAV) – Kavanayen Airport – ボリバル州
- SVKM (KTV) – Kamarata Airport – ボリバル州
- SVLF (LFR) – La Fria Airport（英語版） – La Fria（英語版）,  タチラ州
- SVLO – La Orchila Airport – La Orchila（英語版）,  ベネズエラ連邦保護領
- SVMC (MAR) – La Chinita International Airport（英語版） – マラカイボ, スリア州
- SVMD (MRD) – Alberto Carnevalli Airport（英語版） – メリダ, メリダ州
- SVMG (PMV) – Del Caribe International Airport（英語版） – ポルラマル, マルガリータ島
- SVMI (CCS) – シモン・ボリバル国際空港 – Maiquetía（英語版）, バルガス州 (カラカス近郊)
- SVMT (MUN) – Maturín Airport（英語版） – マトゥリン, モナガス州
- SVON (CBS) – Oro Negro Airport（英語版） – Cabimas（英語版）, スリア州
- SVPA (PYH) – Cacique Aramare Airport（英語版） – プエルト・アヤクーチョ, アマソナス州
- SVPC (PBL) – Bartolome Salom Airport – Puerto Cabello（英語版）, カラボボ州
- SVPE – Pedernales Airport – Delta Amacuro
- SVPM (SCI) – Paramillo Airport – サン・クリストバル, タチラ州
- SVPR (CGU) – Manuel Carlos Piar Guayana Airport（英語版） – シウダーグアヤナ, ボリバル州
- SVPT (PMT) – Palmarito Airport – アプレ州
- SVRS (LRV) – Los Roques Airport（英語版） – Los Roques（英語版） ベネズエラ連邦保護領
- SVSA (SVZ) – Juan Vicente Gómez International Airport（英語版） – San Antonio del Táchira（英語版）
- SVSE (SNV) – Santa Elena de Uairen Airport（英語版） – ボリバル州
- SVSO (STD) – Mayor Buenaventura Vivas Airport（英語版） – Santo Domingo, Venezuela（英語版）
- SVSP (SNF) – Sub Teniente Nestor Arias Airport – San Felipe, Yaracuy（英語版）
- SVSR (SFD) – Las Flecheras Airport（英語版） – サン・フェルナンド・デ・アプレ, アプレ州
- SVST (SOM) – San Tomé Airport（英語版） – San Tomé, Venezuela（英語版）
- SVSZ (STB) – Miguel Urdaneta Fernández Airport（英語版） – Santa Bárbara del Zulia（英語版）
- SVTC (TUV) – Tucupita Airport – Tucupita（英語版）, デルタアマクロ州
- SVTM (TMO) – Tumeremo Airport – Tumeremo
- SVUM (URM) – Uriman Airport – ボリバル州
- SVVA (VLN) – Arturo Michelena International Airport（英語版） – バレンシア
- SVVG (VIG) – Juan Pablo Perez Alfonso Airport（英語版） – El Vigia（英語版）
- SVVL (VLV) – Dr. Antonio Nicolás Briceno Airport（英語版） – Valera（英語版）, トルヒージョ州

## SY - ガイアナ
カテゴリと一覧も参照
- SYAN (NAI) – アンナイ空港 – アンナイ（英語版）
- SYBR (BMJ) – バラミタ空港 – バラミタ（英語版）
- SYBT (GFO) – バルティカ空港 – バルティカ（英語版）
- SYCJ (GEO) – チェディ・ジェーガン国際空港 – ジョージタウン
- SYGO (OGL) – オーグル空港（英語版） – ジョージタウン
- SYIB (IMB) – インバイマダイ空港 – インバイマダイ（英語版）
- SYKM (KAR) – カマラン空港 – カマラン（英語版）
- SYKR (KRM) – Karanambo Airport – Karanambo
- SYKS (KRG) – Karasabai Airport – Karasabai
- SYKT (KTO) – Kato Airport – Kato
- SYLT (LTM) – レセム空港（英語版） – レセム（英語版）
- SYMB (USI) – マバルマ空港 – マバルマ（英語版）
- SYMD (MHA) – マディア空港 – マディア（英語版）
- SYMM (MYM) – モンキー・マウンテン空港 – モンキー・マウンテン
- SYNA (QSX) – ニューアムステルダム空港 – ニューアムステルダム（英語版）
- SYOR (ORJ) – オリンドゥイック空港 – オリンドゥイック（英語版）
- SYPR (PRR) – Paruima Airport – Paruima